# Chionaema laticincta
Chionaema laticincta är en fjärilsart som beskrevs av Walker 1856. Chionaema laticincta ingår i släktet Chionaema och familjen björnspinnare. Inga underarter finns listade i Catalogue of Life.